# Club Italia-AdW
Club Italia Berlin-AdW, auch Club Italia oder Club Italia Berlino, ist der Name der Fußballabteilung des Berliner Sportvereins Akademie der Wissenschaften. Diese geht auf einen Verein zurück, der 1980 von Mitgliedern der italienischen Gastarbeiter-Community gegründet wurde.

## Geschichte
Die Wurzeln des Vereins gehen auf die Mannschaft Gioventù Italiana Berlino (Italienische Jugend Berlins) zurück, die von Luigi Fraccari, einem Kaplan der Missione Cattolica, gegründet wurde. Weiterhin existierten mehrere lose Mannschaften, die teils nach italienischen Restaurants und Cafés benannt waren: „Azzurri“, „Café Sport“ und „Capri“. Die besten Spieler dieser Mannschaften schlossen sich zur „Bella Italia“ zusammen. Am 4. März 1980 gründeten die Gioventù Italiana Berlino und Bella Italia den Verein Club Italia. Erster Präsident des Vereins war Andrea Fusaro. Trainer des Vereins war u. a. Nello Di Martino, der Ende der 1980er Jahre Ersatztorwart bei Hertha BSC war und danach diverse Funktionen bei der Alten Dame übernahm. Mit Nello Di Martino stieg Club Italia bis zur Bezirksliga. Bis zum Beginn der 2000er Jahre spielte der Club im unterklassigen Amateurfußball Berlins. Die Heimat des Vereins wurde die Sportanlage Westend im Bezirk Charlottenburg.
Mit dem Einstieg verschiedener Sponsoren formulierte Club Italia ab 2006 größere Ambitionen. Der als Pizza-Papst bezeichnete Florian Sinnig trat mit der Aussage „Wir wollen in die Bundesliga.“ an die Öffentlichkeit. Ein Jahr später wurde Fredi Bobic für den Vereinsvorstand gewonnen. Zunächst gelang es bis in die Berlin-Liga aufzusteigen, doch die Saison 2012/13 endete ernüchternd. Mit nur einem Sieg stieg Club Italia aus der sechsten Liga ab, Vereinspräsident Sinnig und Trainer Dragan Kostić verließen den Verein.
Nach einer Phase der Restrukturierung wurden abermals ambitionierte Ziele ausgegeben. 2016 wurde daraufhin der ehemalige Fußballprofi Thomas Häßler als Trainer verpflichtet. Zur Saison 2017/18 folgte mit Lennart Hartmann ein weiterer Ex-Profi als Spieler. Um einen frühen Einstieg in den semiprofessionellen Fußball zu erreichen, wurde eine Fusion mit dem Berliner AK angestrebt. Diese scheiterte 2017.

## Berlin United

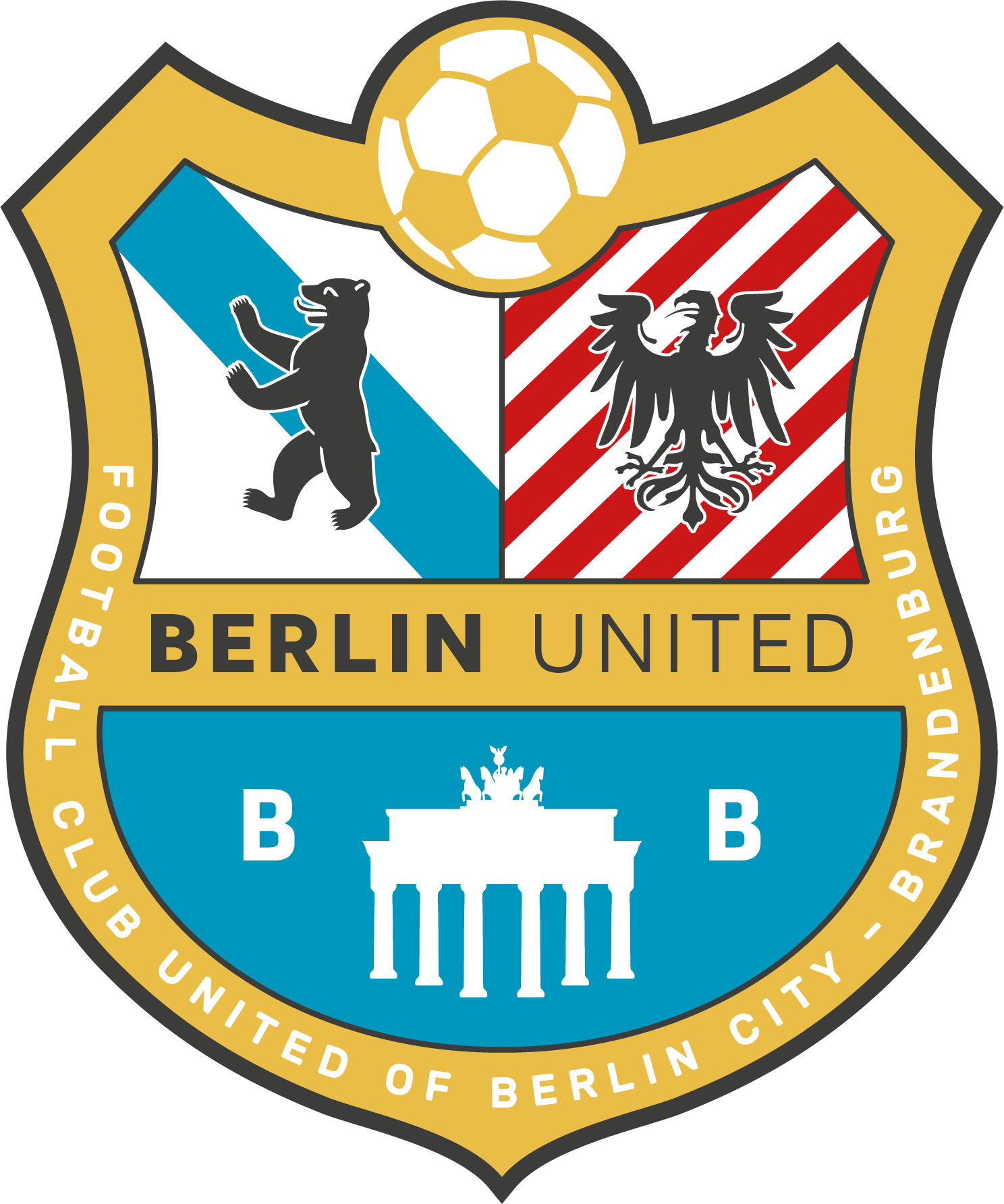
Logo von Berlin United

Daraufhin wandte sich Club Italia dem Verein Berlin United zu. Dieser wurde 2017 durch den Immobilienmanager Stefan Teichmann gegründet und fusionierte im Januar 2018 schließlich mit Club Italia. Ab der Saison 2018/19 trat man als Berlin United in der Landesliga an und konnte direkt in die Berlin-Liga aufsteigen. Nach dem Vorbild RB Leipzigs sollte ein eigenes Trainingsgelände samt Stadion und Nachwuchsleistungszentrum errichtet werden. Der Club sollte als Marke für ganz Berlin-Brandenburg etabliert werden.
Vor dem Start in Berlins höchster Spielklasse wurde Thomas Häßler als Cheftrainer entlassen und Fabian Gerdts, zuvor beim Berliner SC, als neuer Coach vorgestellt. Das Ziel war der direkte Aufstieg in die Oberliga. In der Saison 2019/20 erreichte man einen überzeugenden 4. Platz, wobei die Spielzeit auf Grund der COVID-19-Pandemie nach 22 Spielen abgebrochen wurde. In der folgenden Saison 2020/21 trat Berlin United noch bis zum September im Spielbetrieb an, musste sich dann allerdings zahlungsunfähig zurückziehen, nachdem Geldgeber und Präsident Teichmann den Verein verlassen hatte. Die bereits absolvierten Spiele in der Berlin-Liga wurden daraufhin aus der Wertung genommen.

## Neugründung als Club Italia-AdW
Nach der Fusion mit Berlin United beschloss die 2. Herren-Mannschaft, den Verein zu verlassen. Sie gründete 2018 den Club-Italia unter der Federführung von Mario Livolsi neu und sicherte die Namens- und Bildrechte des Vereins. Zur Re-Integration in den Spielbetrieb erfolgte der Beitritt zum BSV Akademie der Wissenschaften. Als Club Italia-AdW stieg man 2022 in die Kreisliga A auf. 
Im Frühjahr 2025 entzog das Bezirksamt Spandau dem Club Italia-AdW die Nutzungsgenehmigung für das Stadion Haselhorst, um dort der in Gründung befindlichen Fußballabteilung des E-Sport-Clan Eintracht Spandau Platzzeiten zu ermöglichen. Zur Saison 2025/26 wurde dem Club Italia-AdW der fünf Kilometer entfernte Fredy-Stach-Sportpark (Lage) zugewiesen.
Sportlicher Leiter des Club Italia-AdW ist der ehemalige Profifußballer Martino Gatti. 
Der BSV AdW wurde 1990 als Verein gegründet und geht auf die 1951 gegründete Betriebssportgemeinschaft Akademie der Wissenschaften zurück. Auch der SV Berlin-Buch sieht sich als Nachfolger der BSG AdW.

## Statistik
- Spielzeiten in der Berlin-Liga: 2
- Ewige Tabelle der Berlin-Liga: 69. Platz

## Personen
- Herbert Kuscha (* 1960), ehemaliger Spieler von Club Italia
- Thomas Häßler (* 1966), ehemaliger Trainer von Club Italia und Berlin United
- Jörg Schwanke (* 1969), ehemaliger Trainer von Club Italia
- Fredi Bobic (* 1971), ehemaliges Vorstandsmitglied von Club Italia
- Martino Gatti (* 1971), ehemaliger Trainer und aktueller Sportlicher Leiter von Club Italia-AdW
- Munier Raychouni (* 1986), ehemaliger Spieler von Club Italia
- Thiago Rockenbach (* 1985), ehemaliger Spieler von Berlin United
- Thiemo-Jérôme Kialka (* 1989), ehemaliger Spieler von Berlin United
- Lennart Hartmann (* 1991), ehemaliger Spieler von Club Italia und Berlin United
- Kevin Kruschke (* 1991), ehemaliger Spieler von Berlin United